# Wannabe (slang)
In inglese, il termine wannabe (contrazione di want to be, "voler essere") si riferisce a chi aspira a qualcosa (in particolare a essere qualcuno, a ricoprire un certo ruolo), o finge di essere qualcuno o ricoprire un certo ruolo.
In italiano, il termine inglese è applicato soprattutto nella terminologia di Internet, e in particolar modo degli hacker, per indicare chi si atteggia ad hacker senza avere le conoscenze tecniche corrispondenti.
In senso più ampio essere un wannabe implica anche interessarsi di tutto quello che ha a che fare con l'obiettivo a cui si aspira, in termini di tipologia di persone frequentate (di solito altri wannabe dello stesso settore o persone che possono insegnare o aiutare a perseguire lo scopo), ambienti e locali frequentati da una certa utenza, eventi, e, in base all'ambito specifico, un certo tipo di letteratura, di musica, di arte e di cultura in generale.

## Spettacolo
Nel mondo dello spettacolo il significato traslato di questa espressione viene utilizzato per definire una persona che ha delle aspirazioni rispetto a qualcosa, di solito una carriera professionale e in particolare artistica.
Un'ulteriore traduzione associa il sostantivo "wannabe" a dei personaggi che hanno ottenuto in un certo settore quel successo e quella realizzazione totale che rappresenta l'ideale obiettivo dei wannabe. Per esempio negli anni ottanta un'espressione ricorrente per definire un certo tipo di adolescenti era "Madonna wannabe", volendo sottolineare il loro modo di vestirsi ispirandosi alla pop star Madonna. Allo stesso modo si sono utilizzati altri tipi di associazioni del tipo "Michael Jackson wannabe", "Eminem wannabe", Tre Cool wannabe etc.